# Jake Leschyshyn
Jake Leschyshyn, född 10 mars 1999, är en amerikanskfödd kanadensisk professionell ishockeyforward som spelar för New York Rangers i National Hockey League (NHL). Han har tidigare spelat för Chicago Wolves och Henderson Silver Knights i American Hockey League (AHL) och Regina Pats och Lethbridge Hurricanes i Western Hockey League (WHL).
Leschyshyn draftades av Vegas Golden Knights i andra rundan i 2017 års draft som 62:a spelare totalt.
Han är son till den före detta ishockeyspelaren Curtis Leschyshyn, som spelade själv i NHL mellan 1988 och 2004.

## Statistik
| 2012–2013  | Saskatoon Stallions      | GSHL       | 23  | 20 | 6  | 26  | 30  | —  | —  | — | —  | —  |
| 2013–2014  | Saskatoon Stallions      | SAAHL      | 31  | 31 | 28 | 59  | 69  | 8  | 6  | 4 | 10 | 36 |
|            | Saskatoon Blazers        | SMAAAHL    | 9   | 2  | 4  | 6   | 2   | —  | —  | — | —  | —  |
| 2014–2015  | Saskatoon Blazers        | SMAAAHL    | 38  | 10 | 15 | 25  | 30  | —  | —  | — | —  | —  |
|            | Regina Pats              | WHL        | 12  | 3  | 0  | 3   | 0   | 9  | 1  | 0 | 1  | 0  |
| 2015–2016  | Regina Pats              | WHL        | 66  | 7  | 9  | 16  | 38  | 12 | 1  | 3 | 4  | 8  |
| 2016–2017  | Regina Pats              | WHL        | 47  | 17 | 23 | 40  | 22  | —  | —  | — | —  | —  |
| 2017–2018  | Regina Pats              | WHL        | 64  | 18 | 22 | 40  | 67  | 7  | 3  | 2 | 5  | 2  |
| 2018–2019  | Regina Pats              | WHL        | 24  | 16 | 16 | 32  | 18  | 8  | 4  | 7 | 11 | 24 |
|            | Lethbridge Hurricanes    | WHL        | 44  | 24 | 25 | 49  | 30  | 7  | 6  | 4 | 10 | 2  |
|            | Chicago Wolves           | AHL        | 3   | 0  | 0  | 0   | 0   | 2  | 0  | 0 | 0  | 0  |
| 2019–2020  | Chicago Wolves           | AHL        | 61  | 4  | 4  | 8   | 20  | —  | —  | — | —  | —  |
| 2020–2021  | Henderson Silver Knights | AHL        | 39  | 6  | 5  | 11  | 38  | 5  | 0  | 0 | 0  | 5  |
| 2021–2022  | Vegas Golden Knights     | NHL        | 1   | 0  | 0  | 0   | 2   | —  | —  | — | —  | —  |
| NHL totalt | NHL totalt               | NHL totalt | 1   | 0  | 0  | 0   | 2   | —  | —  | — | —  | —  |
| AHL totalt | AHL totalt               | AHL totalt | 103 | 10 | 9  | 19  | 58  | 7  | 0  | 0 | 0  | 5  |
| WHL totalt | WHL totalt               | WHL totalt | 257 | 85 | 95 | 180 | 175 | 35 | 11 | 9 | 20 | 12 |